# Водопоглинання
Водопоглинання — здатність матеріалу всмоктувати й утримувати воду:
- водопоглинання за масою:
Bm = 100 (m2 – m1) / m1, 
- водопоглинання за об'ємом:
Bo = 100 (m2 – m1) / V, % ,
де m1 — маса матеріалу в сухому стані, кг; m2 — маса матеріалу в насиченому водою стані, кг, V — об'єм сухого зразка, м3.
Водопоглинання мінерального матеріалу за об'ємом — менше 100 %, а водопоглинання за масою дуже пористих матеріалів — більше 10 %.